# Enoplolaimus propinquus
Enoplolaimus propinquus is een rondwormensoort uit de familie van de Thoracostomopsidae. De wetenschappelijke naam van de soort is voor het eerst geldig gepubliceerd in 1922 door de Man.